# Могиляне
Могиляне (болг. Могиляне) — село в Болгарии. Находится в Кырджалийской области, входит в общину Кирково. Население составляет 266 человек.

## Политическая ситуация
В местном кметстве Китна, в состав которого входит Могиляне, должность кмета (старосты) исполняет Юсеин  Хасан Али (Движение за права и свободы (ДПС)) по результатам выборов правления кметства.
Кмет (мэр) общины Кирково —  Шукран Кязим Идриз (Движение за права и свободы (ДПС)) по результатам выборов в правление общины.